# Illtyd Buller Pole-Evans
Illtyd Buller Pole-Evans, né le 3 septembre 1879 à Llanmaes, Pays de Galles et mort le 16 octobre 1968  à Mutare, Rhodésie, est un botaniste sud-africain.